# Ichneumon byrdiops
Ichneumon byrdiops là một loài tò vò trong họ Ichneumonidae.